# المساعدات العسكرية الأمريكية
اعترفت حكومة الولايات المتحدة لأول مرة بفائدة المساعدات الخارجية كأداة دبلوماسية في الحرب العالمية الثانية. وكان يُعتقد أن ذلك من شأنه أن يعزز نماذج الرأسمالية الليبرالية للتنمية في بلدان أخرى ويعزز أيضًا الأمن القومي.
تُعد الولايات المتحدة أكبر مساهم في تقديم المساعدات العسكرية إلى الدول الأجنبية في العالم، حيث تقدم شكلاً من أشكال المساعدة إلى أكثر من 150 بلدًا كل عام.

## برامج التمويل العسكري
هناك ثلاثة برامج رئيسية يتم فيها تخصيص التمويل العسكري:
يقدم التمويل العسكري الأجنبي منحًا للحصول على معدات الدفاع الأمريكية والخدمات والتدريب. وتمكّن هذه المنح الأصدقاء والحلفاء من تحسين قدراتهم الدفاعية. أهداف التمويل العسكري الأجنبي هي
- تعزيز الأمن الوطني من خلال المساهمة في الاستقرار الإقليمي والعالمي
- تعزيز الدعم العسكري للحكومات المنتخبة ديمقراطيًا والتي تتعرض لتهديدات خارجية متعددة، بما في ذلك الإرهاب والاتجار في المخدرات والأسلحة والأشخاص
- تعزيز علاقات عسكرية أوثق بين الولايات المتحدة والدول المتلقية لهذه المنح

تقدم عمليات حفظ السلام (PKO) دعمًا طوعيًا لأنشطة حفظ السلام الدولية. وتدعم هذه الأموال العمليات والتدريبات غير الأمريكية عند حدوث أزمة لدولة ما. أهداف عمليات حفظ السلام هي
- تشجيع المشاركة المتزايدة للمنظمات الإقليمية في حل الصراعات
- مساعدة الحصول على الدعم للجهود المتعددة الجنسيات في حالة حدوث أزمة لدولة ما

يقدم برنامج التعليم والتدريب العسكري الدولي (IMET) تدريبًا عسكريًا في شكل منح للمسؤولين العسكريين الأجانب. أهداف برنامج التعليم والتدريب العسكري الدولي هي
- تشجيع العلاقات الدفاعية الفعالة
- تعزيز قابلية التبادل مع القوات الأمريكية وقوات التحالف
- تعريف المسؤولين المدنيين والعسكريين الأجانب بالقيم الديمقراطية والاحتراف العسكري والمعايير الدولية لحقوق الإنسان

## المعونة العسكرية البارزة
في كل عام من 1976-2002، كانت إسرائيل أكبر متلق للمساعدات العسكرية الأمريكية. وكانت مصر ثاني أكبر دولة بين عامي 1981-2002. ومنذ 2002، ظلت إسرائيل ومصر من بين أكبر المتلقين للمساعدات العسكرية الأمريكية سنويًا.
شكلت الدول المحددة، التي تتلقى أكثر من 50 مليون دولار، أكثر من 90% من جميع المساعدات العسكرية من الولايات المتحدة في السنة المالية 2010، بينما حصلت أفغانستان وحدها على 45% من إجمالي مصروفات المساعدات العسكرية في نفس العام.
| البلد     | مليون دولار |
| أفغانستان | 6800.3      |
| إسرائيل   | 2799.5      |
| مصر       | 1301.9      |
| العراق    | 1006.0      |
| باكستان   | 913.9       |
| الأردن    | 303.8       |
| الصومال   | 204.0       |
| كولومبيا  | 185.8       |
| روسيا     | 126.8       |
| السودان   | 104.9       |
| المكسيك   | 96.0        |
| بولندا    | 55.6        |

## الانتقادات
في الوقت الحالي، يريد الكونغرس تخفيض الإنفاق على الدفاع من خلال خفض حجم المساعدات الممنوحة للجيوش الأجنبية. وذلك لأن الأموال التي يتم توفيرها من التخفيضات المقترحة يمكن أن تُفيد الجيش الأمريكي، وهذه الاقتراحات هي إغلاق القواعد العسكرية وتجميد رفع الأجور لأعضاء الخدمة وخفض ميزانية الدفاع بنسبة 78 مليار دولار في عام 2011.
الأهداف الخاصة التي وُجه لها النقد تشمل
- الأموال المخصصة إلى وزارة الخارجية ووزارة الدفاع تمثل الغالبية العظمى من المساعدات العسكرية غير المصنفة والمساعدة. ولا يمتلك الجمهور أي وسيلة لتتبع البرامج السرية التي تديرها أجهزة الاستخبارات الأمريكية.[7]
- تقدم الولايات المتحدة الدعم إلى الجيش الكولومبي الذي وثق علاقته مع الجماعات شبه العسكرية على لائحة الإرهاب الأمريكية.
- غالبًا ما تساعد المساعدات الخارجية الدولة المانحة وليس الدولة المتلقية.
- يعتبر الفساد مشكلة رئيسية، فغالبًا ما تذهب الأموال مباشرة إلى القادة الذين قد لا يشاركون المساعدات مع المواطنين.
- تعطي الولايات المتحدة نفس القيمة من المال إلى أعلى خمس دول متلقية للمساعدات والتي تمنح لبقية العالم.[8]
- ذهبت المساعدات العسكرية إلى ديكتاتوريات أمريكا اللاتينية في النصف الثاني من القرن الـ 20.
- تلقت تونس مساعدات عسكرية لعدة طائرات هليكوبتر بالرغم من وجود انتهاكات لحقوق الإنسان وإساءة استخدام السلطة ووجود دولة بوليسية قبل الثورة.[9]